# Tao (Mali)
Tao é uma comuna rural da circunscrição de Cutiala, na região de Sicasso ao sul do Mali. Segundo censo de 1998, havia 4 687 residentes, enquanto segundo o de 2009, havia 7 047. A comuna inclui 3 vilas.